# Alessandro Sanseverino
Alessandro Sanseverino (mort en 1527 à Casal) est un prélat italien du XVIe siècle. Il est le neveu du cardinal Federico Sanseverino.

## Biographie
En 1515 Federico Sanseverino se démet de l'archevêché de Vienne en faveur de son neveu Alessandro.
Le nouveau prélat passe procuration à Jean Palmier, vi-bailli de Vienne, et à François Nigri, chanoine de Milan, pour prendre possession en son nom, et Barthélemy du Luc, évêque in partibus de  Troyes, remplit ses fonctions archiépiscopales. À sa mort en 1527, Alessandro Sanseverino n'a jamais visité la France.